# Montana richteri
Montana richteri är en insektsart som först beskrevs av Bei-bienko 1958.  Montana richteri ingår i släktet Montana och familjen vårtbitare. Inga underarter finns listade i Catalogue of Life.